# Увек са вама
Увек са вама је експериментална телевизијска серија емитована у периоду од 1984. до 1986. године. Премијерно је приказана 10. фебруара 1984. године. Сценариста и редитељ је Станко Црнобрња. Емитована је у оквиру емисије Петком у 22.

## Улоге
| Глумац           | Улога  |
| ---------------- | ------ |
| Соња Савић       | Дебела |
| Зоран Радмиловић | Зоки   |
| Милан Гутовић    | Лане   |